# Longlaville
Longlaville (prononcer [lɔ̃lavil]) est une commune française située dans le département de Meurthe-et-Moselle, en région Grand Est.

## Géographie

### Description
Longlaville est délimitée au nord-est par la frontière franco-luxembourgeoise qui démarre 1 km avant au tripoint Belgique-France-Luxembourg.

### Communes limitrophes
Les communes limitrophes sont Pétange, Herserange, Longwy, Mont-Saint-Martin et Saulnes.
| Mont-Saint-Martin |             | Pétange (lu) |
|                   | Longlaville |              |
| Longwy            | Herserange  | Saulnes      |

### Hydrographie

#### Réseau hydrographique
La commune est dans le bassin versant de la Meuse au sein du bassin Rhin-Meuse. Elle est drainée par la Chiers,.
La Chiers, d'une longueur de 127 km, prend sa source dans la commune de Mont-Saint-Martin et se jette  dans la Meuse à Remilly-Aillicourt, après avoir traversé 46 communes. Les caractéristiques hydrologiques de la Chiers sont données par la station hydrologique située sur la commune. Le débit moyen mensuel est de 2,33 m3/s. Le débit moyen journalier maximum est de 53 m3/s, atteint lors de la crue du 2 janvier 2003. Le débit instantané maximal est quant à lui de 87,5 m3/s, atteint le 15 juillet 2021.

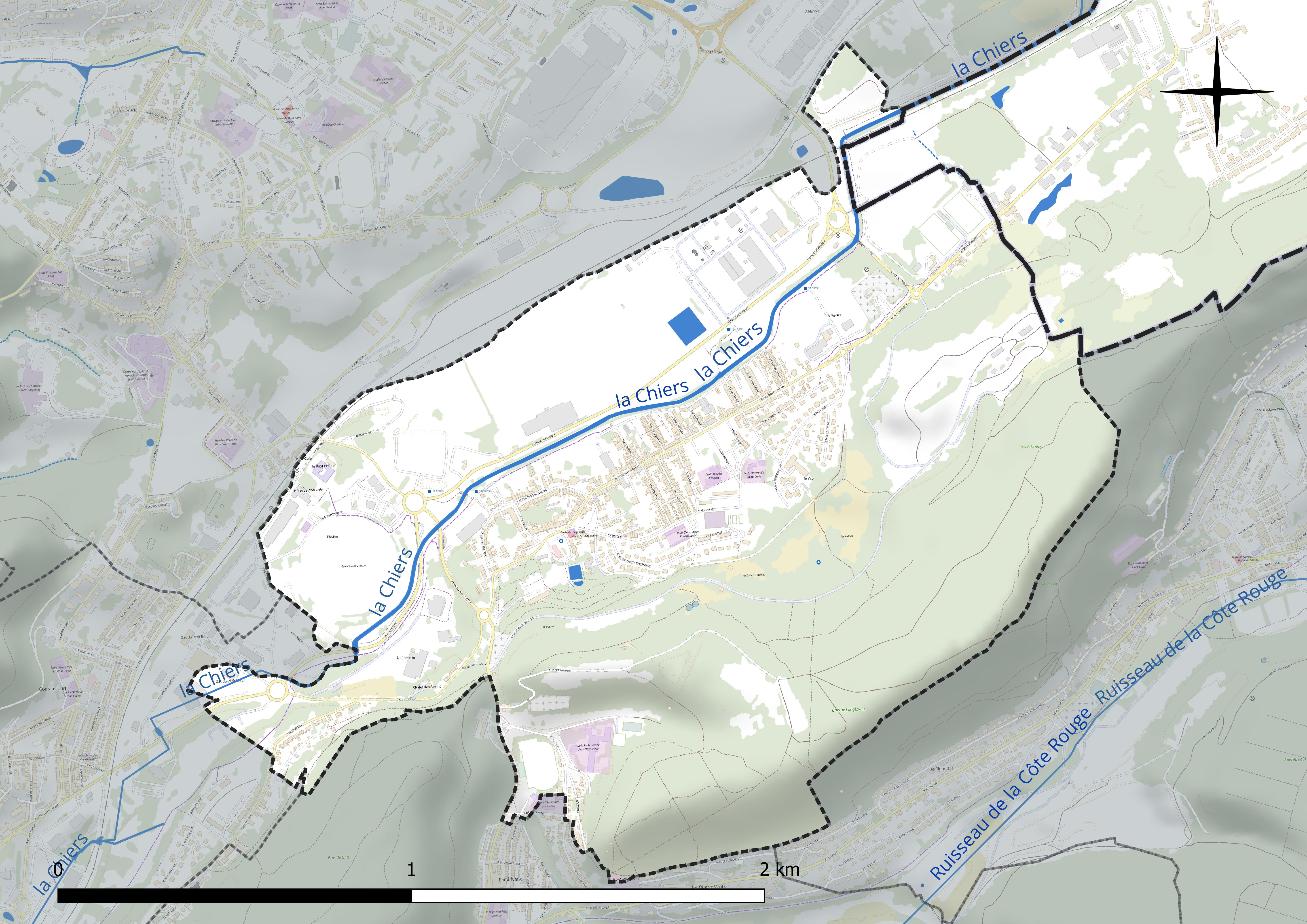
Réseau hydrographique de Longlaville.

#### Gestion et qualité des eaux
Le territoire communal est couvert par le schéma d'aménagement et de gestion des eaux (SAGE) « Bassin ferrifère ». Ce document de planification concerne le périmètre des anciennes galeries des mines de fer, des aquifères et des bassins versants hydrographiques associés qui s’étend sur 2 418 km2. Les bassins versants concernés sont celui de la Chiers en amont de la confluence avec l'Othain, et ses affluents (la Crusnes, la Pienne, l'Othain), celui de l'Orne et ses affluents et celui de la Fensch, le Veymerange, la Kiesel et les parties françaises du bassin versant de l'Alzette et de ses affluents (Kaylbach, ruisseau de Volmerange). Il a été approuvé le 27 mars 2015. La structure porteuse de l'élaboration et de la mise en œuvre est la région Grand Est.
La qualité des cours d’eau peut être consultée sur un site dédié géré par les agences de l’eau et l’Agence française pour la biodiversité.

### Climat
Pour des articles plus généraux, voir Climat du Grand Est et Climat de Meurthe-et-Moselle.
En 2010, le climat de la commune est de type climat de montagne, selon une étude du Centre national de la recherche scientifique s'appuyant sur une série de données couvrant la période 1971-2000. En 2020, Météo-France publie une typologie des climats de la France métropolitaine dans laquelle la commune est exposée à un climat semi-continental et est dans la région climatique Lorraine, plateau de Langres, Morvan, caractérisée par un hiver rude (1,5 °C), des vents modérés et des brouillards fréquents en automne et hiver.
Pour la période 1971-2000, la température annuelle moyenne est de 9,4 °C, avec une amplitude thermique annuelle de 16,2 °C. Le cumul annuel moyen de précipitations est de 941 mm, avec 13 jours de précipitations en janvier et 9,8 jours en juillet. Pour la période 1991-2020, la température moyenne annuelle observée sur la station météorologique de Météo-France la plus proche, « Villette », sur la commune de Villette à 19 km à vol d'oiseau, est de 10,1 °C et le cumul annuel moyen de précipitations est de 909,4 mm. 
La température maximale relevée sur cette station est de 39 °C, atteinte le 25 juillet 2019 ; la température minimale est de −14,8 °C, atteinte le 20 décembre 2009,,.
Les paramètres climatiques de la commune ont été estimés pour le milieu du siècle (2041-2070) selon différents scénarios d'émission de gaz à effet de serre à partir des nouvelles projections climatiques de référence DRIAS-2020. Ils sont consultables sur un site dédié publié par Météo-France en novembre 2022.

## Urbanisme

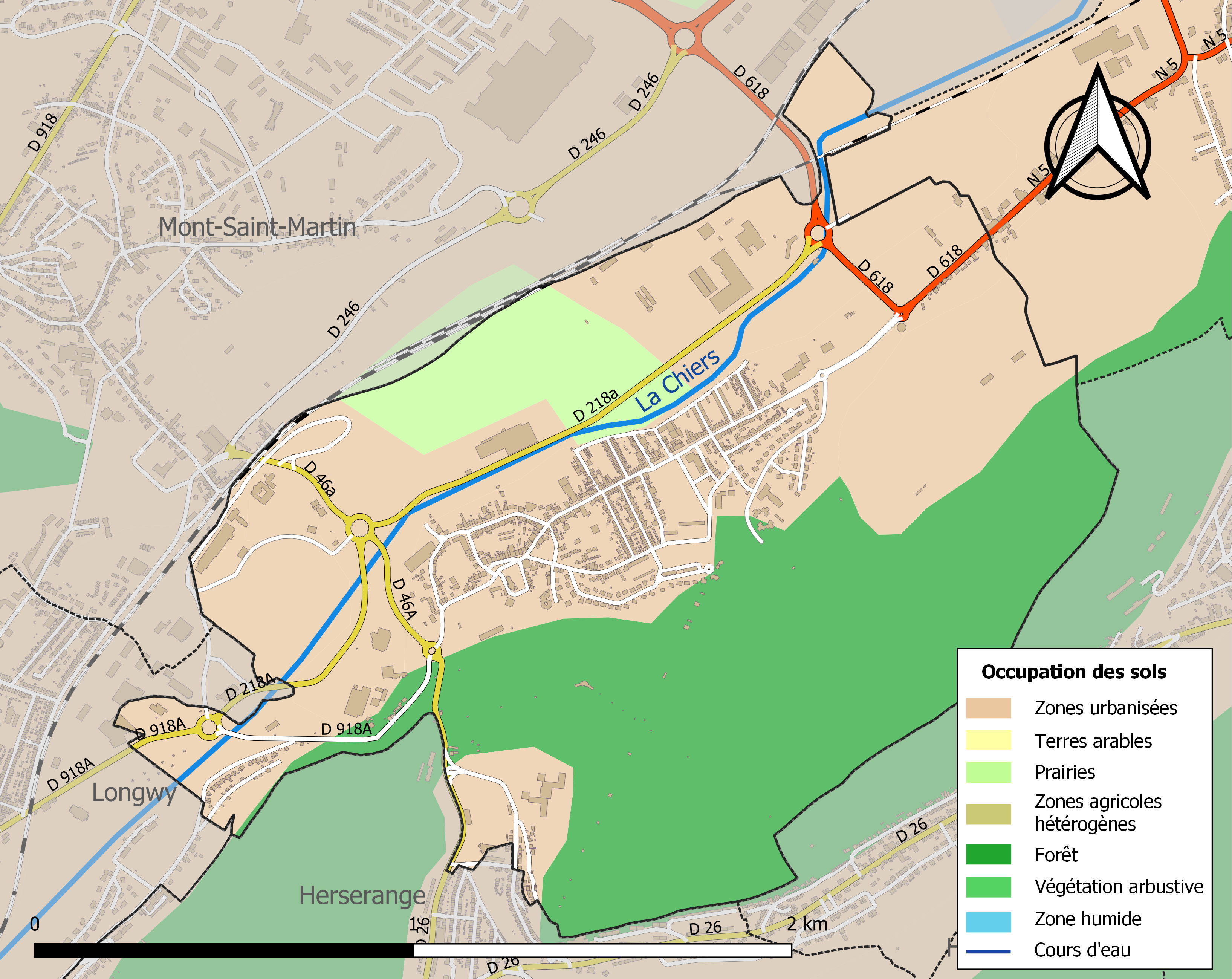
Carte des infrastructures et de l'occupation des sols de la commune en 2018 (CLC).

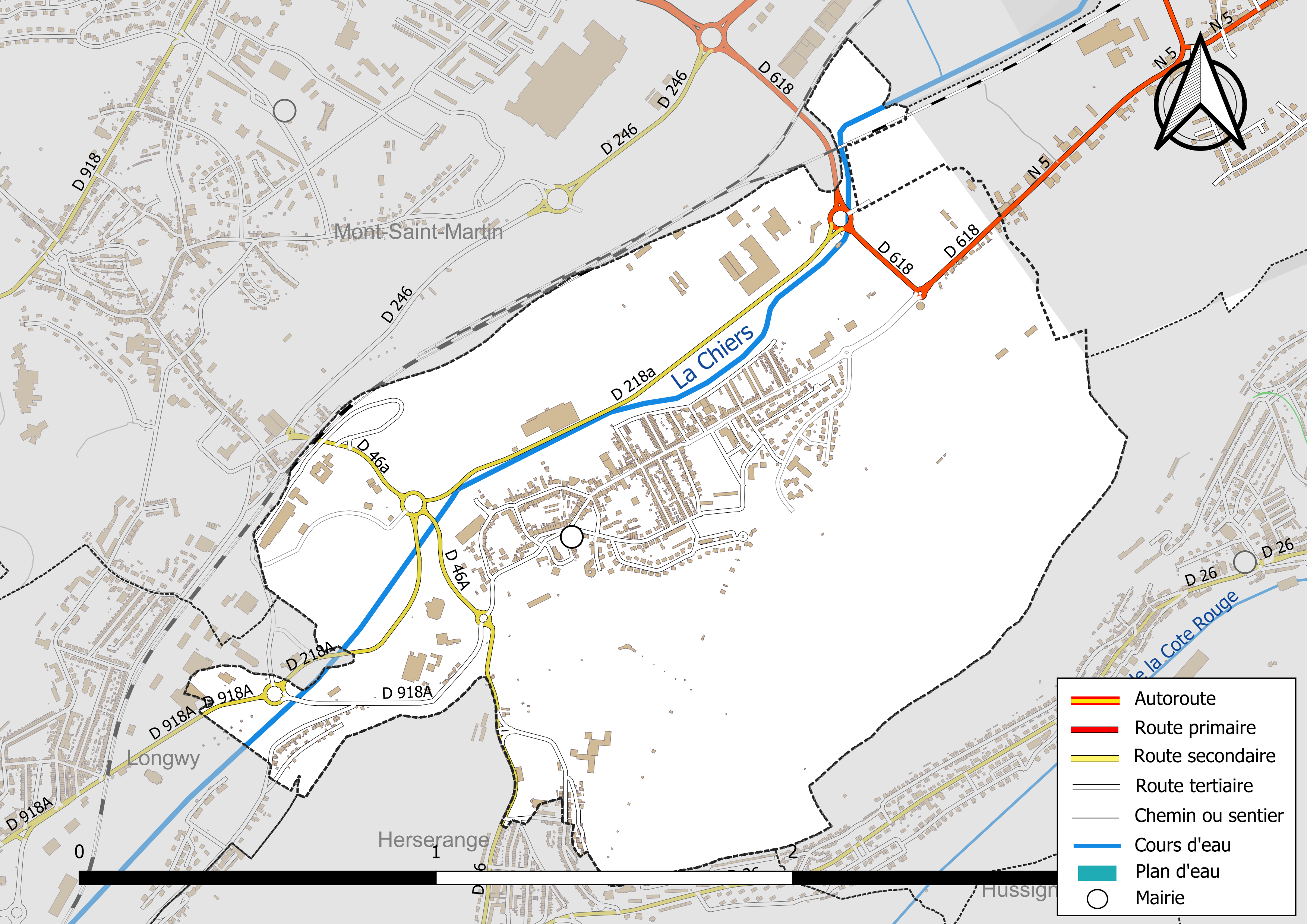
Carte hydrographique et des infrastructures de transport de la commune en 2022.

### Typologie
Au 1er janvier 2024, Longlaville est catégorisée centre urbain intermédiaire, selon la nouvelle grille communale de densité à sept niveaux définie par l'Insee en 2022.
Elle appartient à l'unité urbaine de Longwy (partie française), une agglomération internationale regroupant onze  communes, dont elle est une commune de la banlieue,,. Par ailleurs la commune fait partie de l'aire d'attraction de Longwy, dont elle est une commune du pôle principal,. Cette aire, qui regroupe 23 communes, est catégorisée dans les aires de moins de 50 000 habitants,.

### Occupation des sols
L'occupation des sols de la commune, telle qu'elle ressort de la base de données européenne d’occupation biophysique des sols Corine Land Cover (CLC), est marquée par l'importance des territoires artificialisés (56,6 % en 2018), en augmentation par rapport à 1990 (39,2 %). La répartition détaillée en 2018 est la suivante : forêts (37,3 %), zones urbanisées (29,7 %), zones industrielles ou commerciales et réseaux de communication (19,6 %), mines, décharges et chantiers (7,3 %), prairies (6,1 %). L'évolution de l’occupation des sols de la commune et de ses infrastructures peut être observée sur les différentes représentations cartographiques du territoire : la carte de Cassini (XVIIIe siècle), la carte d'état-major (1820-1866) et les cartes ou photos aériennes de l'IGN pour la période actuelle (1950 à aujourd'hui).

### Habitat et logement
En 2020, le nombre total de logements dans la commune était de 1 246, alors qu'il était de 1 234 en 2015 et de 1 188 en 2010.
Parmi ces logements, 86 % étaient des résidences principales, 1,1 % des résidences secondaires et 12,9 % des logements vacants. Ces logements étaient pour 47,4 % d'entre eux des maisons individuelles et pour 51,5 % des appartements.
Le tableau ci-dessous présente la typologie des logements à Longlaville en 2020 en comparaison avec celle de Meurthe-et-Moselle et de la France entière. Une caractéristique marquante du parc de logements est ainsi une proportion de résidences secondaires et logements occasionnels (1,1 %) inférieure à celle du département (2,1 %) et à celle de la France entière (9,7 %). Concernant le statut d'occupation de ces logements, 50,2 % des habitants de la commune sont propriétaires de leur logement (50,5 % en 2015), contre 57,3 % pour la Meurthe-et-Moselle et 57,5 pour la France entière.
| Typologie                                               | Longlaville | Meurthe-et-Moselle | France entière |
| ------------------------------------------------------- | ----------- | ------------------ | -------------- |
| Résidences principales (en %)                           | 86          | 88,6               | 82,1           |
| Résidences secondaires et logements occasionnels (en %) | 1,1         | 2,1                | 9,7            |
| Logements vacants (en %)                                | 12,9        | 9,3                | 8,2            |

### Voies de communication et transports
La commune est tangentée au nord par la ligne de Longuyon à Mont-Saint-Martin (vers Athus), mais la station de chemin de fer la plus proche est la gare de Longwy desservie par les trains du réseau TER Grand Est (lignes de Longwy à Metz-Ville, à Nancy-Ville, à Reims et à Charleville-Mézières) et des trains Regional-Express (RE) des CFL à destination de Luxembourg (ligne 70).

## Toponymie
- Langlaville (1667 & 1756), Long la Ville (1793), Langlaville (1801)[réf. nécessaire].
- Longsduerf en luxembourgeois.

## Histoire

### Ancien Régime
Longlaville est un village de l'ancienne province du Barrois. Appartenait comme annexe d'Herserange au diocèse de Trèves.

### Époque contemporaine
Du 22 juin 1810 jusqu'au 24 juillet 1897, Longlaville a été un écart de la commune d'Herserange.
Au début de la Première Guerre mondiale, le village est incendié en 1914. Il a été décoré de la Croix de guerre 1914-1918 le 5 février 1921.

Longlaville au début du XXe siècle
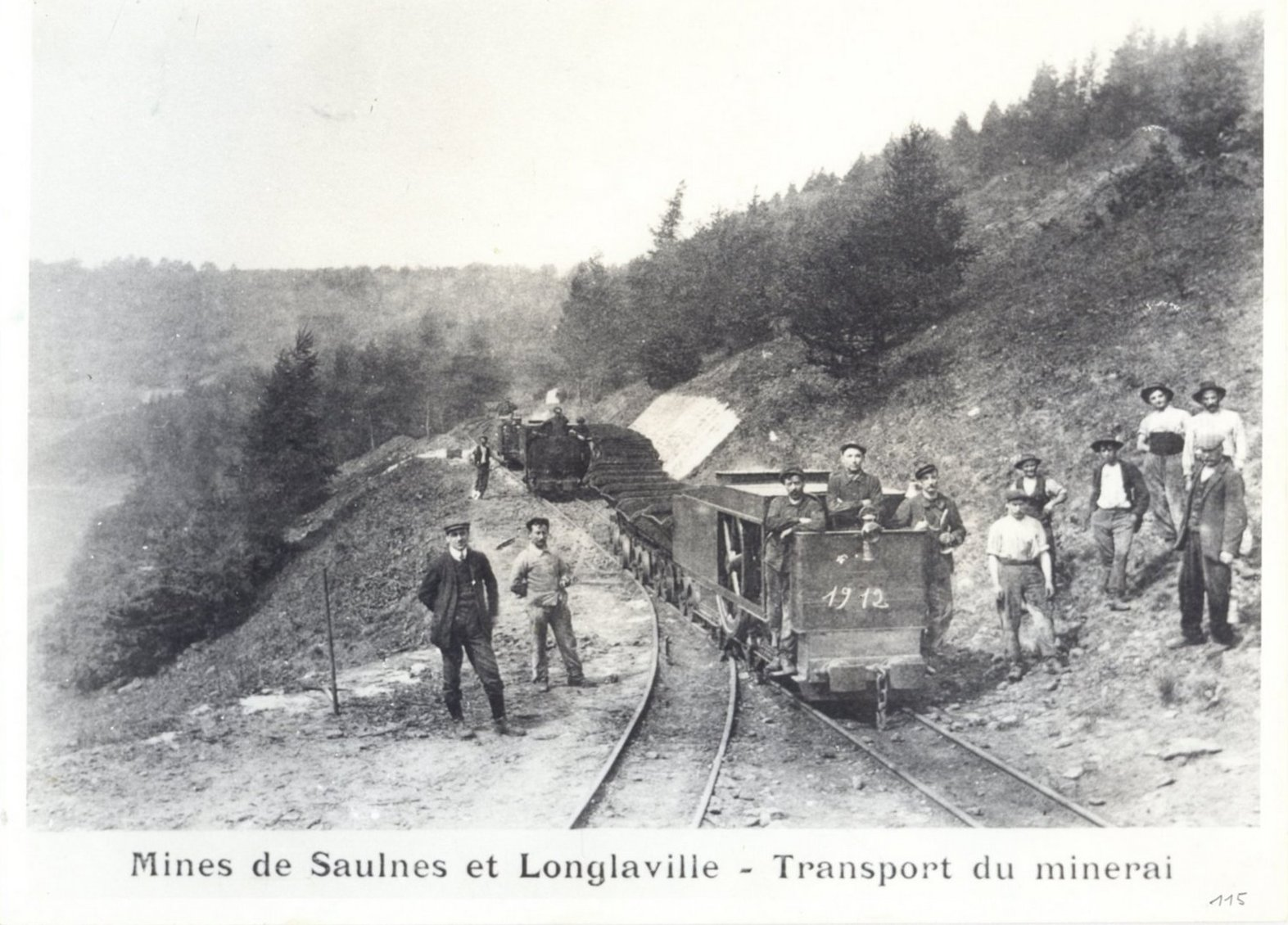
Mines de Saulnes et Longlaville : transport du minerai (avant 1912)
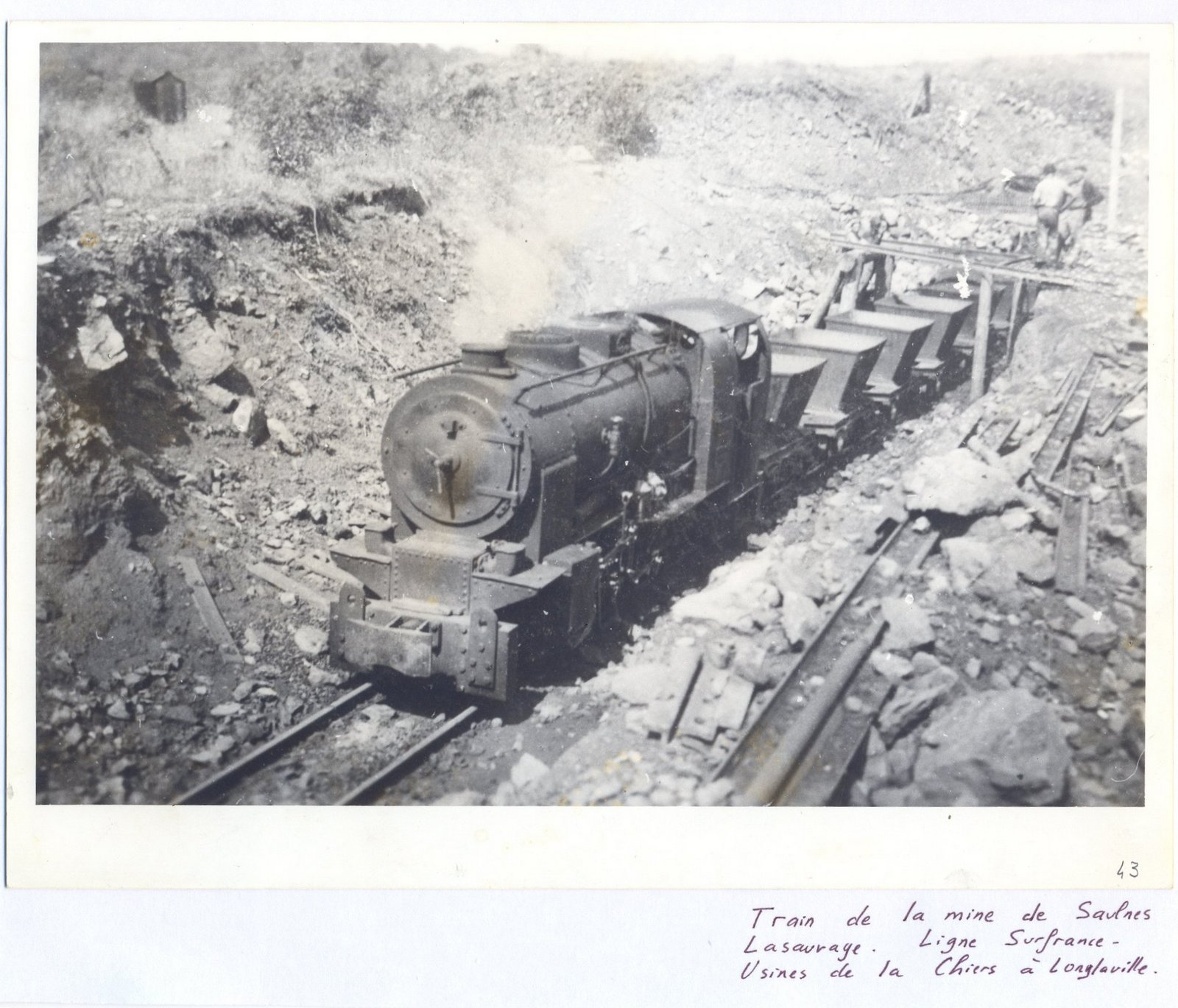
Train minier sur la ligne Surfrance-Usines de la Chiers a Longlaville, vers 1925
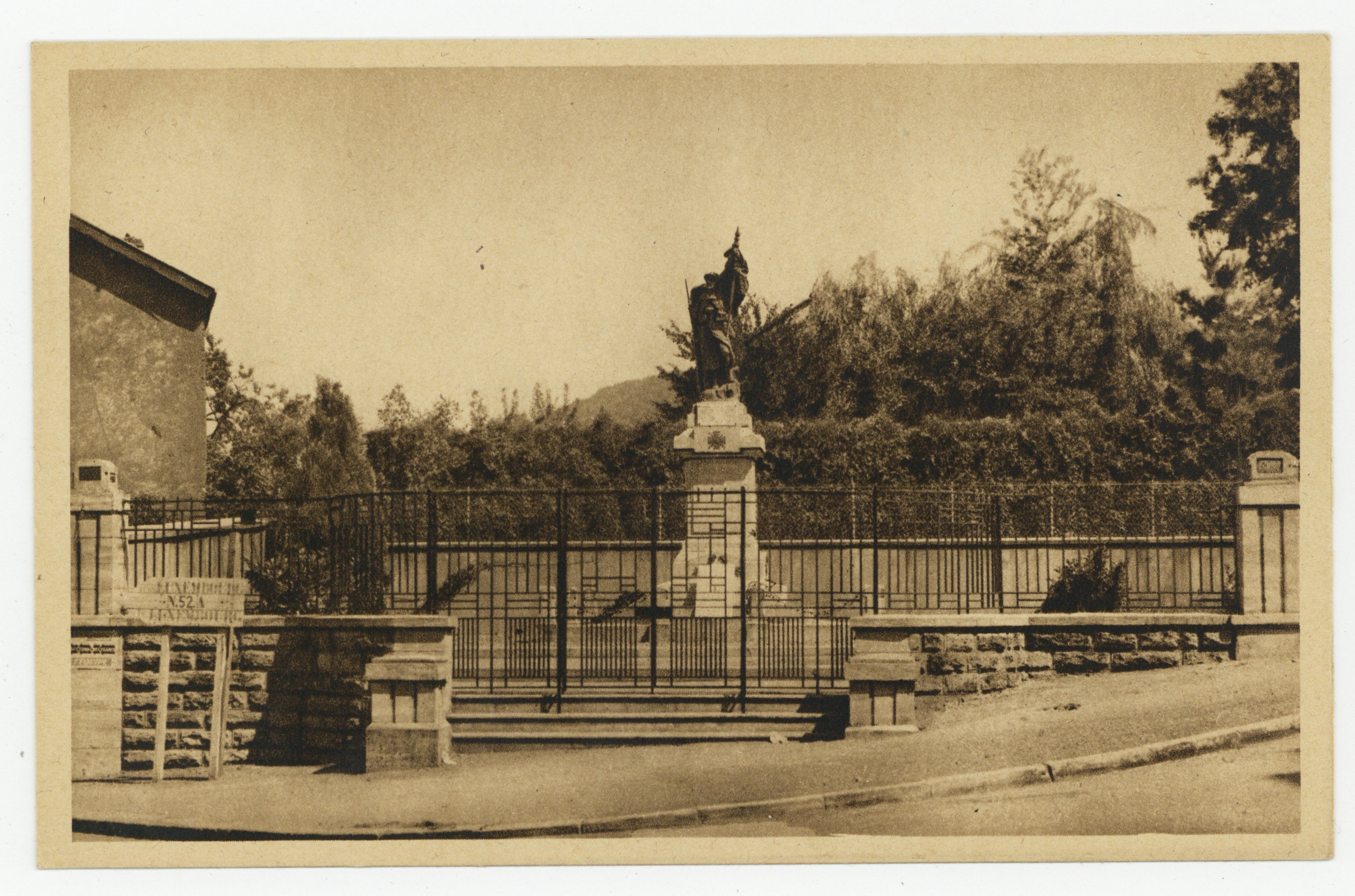
Le Monument aux morts vers 1918.

## Politique et administration

### Rattachements administratifs
La commune se trouve dans l'arrondissement de Briey du département de Meurthe-et-Moselle.
Elle faisait partie de 1801 à 1973  du canton de Longwy, année où elle intègre le canton d'Herserange. Dans le cadre du redécoupage cantonal de 2014 en France, cette circonscription administrative territoriale a disparu, et le canton n'est plus qu'une circonscription électorale.

### Rattachements électoraux
Pour les élections départementales, la commune fait partie depuis 2014 d'un nouveau canton de Villerupt.
Pour l'élection des députés, elle fait partie de la troisième circonscription de Meurthe-et-Moselle.

### Intercommunalité
La commune est membre de la communauté d'agglomération dénommée depuis 2021 Grand Longwy Agglomération, un établissement public de coopération intercommunale (EPCI) à fiscalité propre créé en 2017 sous le nom de communauté d'agglomération de Longwy par transformation de la  communauté de communes de l'Agglomération de Longwy  et auquel la commune  a adhéré en 1998 en lui transférant un certain nombre de ses compétences, dans les conditions déterminées par le code général des collectivités territoriales.
Cette communauté de commune avait elle-même été créée en 2002 par transformation d'un district constitué en 1960 et qui avait progressivement intégré d'autres communes.
La commune est également membre de l'Agglomération transfrontalière du pôle européen de développement.

### Liste des maires
| Période                                  | Période    | Identité           | Étiquette    | Qualité |
| ---------------------------------------- | ---------- | ------------------ | ------------ | --- |
| Les données manquantes sont à compléter. |            |                    |              | |
| mars 1959                                | août 1996  | Bogdan Politanski, | PCF puis DVG | Ajusteur aux Aciéries de Longwy, syndicaliste Conseiller général de Longwy (1967 → 1973) Conseiller général d'Herserange (1973 → 1996) Président du conseil général de Meurthe-et-Moselle (1979 → 1982) Mort en fonction |
| septembre 1996                           | avril 2014 | Roger Corbellotti  | PCF          | Ouvrier à la cokerie de Mont-Saint-Martin, syndicaliste |
| avril 2014                               | mai 2020   | Jean-Marc Duriez   | LFI          | Retraité salarié du secteur privé |
| mai 2020                                 | En cours   | Hamdi Toudma       | DVG          | Cadre de la fonction publique territoriale |

## Population et société

### Démographie
L'évolution du nombre d'habitants est connue à travers les recensements de la population effectués dans la commune depuis 1793. Pour les communes de moins de 10 000 habitants, une enquête de recensement portant sur toute la population est réalisée tous les cinq ans, les populations de référence des années intermédiaires étant quant à elles estimées par interpolation ou extrapolation. Pour la commune, le premier recensement exhaustif entrant dans le cadre du nouveau dispositif a été réalisé en 2005.

En 2022, la commune comptait 2 373 habitants, en évolution de −4,66 % par rapport à 2016 (Meurthe-et-Moselle : −0,13 %, France hors Mayotte : +2,11 %).
| 1793 | 1800 | 1806 | 1901  | 1906  | 1911  | 1921  | 1926  | 1931  |
| ---- | ---- | ---- | ----- | ----- | ----- | ----- | ----- | ----- |
| 200  | 192  | 173  | 1 632 | 1 905 | 2 858 | 2 667 | 3 512 | 4 300 |

| 1936  | 1946  | 1954  | 1962  | 1968  | 1975  | 1982  | 1990  | 1999  |
| ----- | ----- | ----- | ----- | ----- | ----- | ----- | ----- | ----- |
| 3 452 | 3 051 | 3 819 | 3 653 | 3 355 | 2 943 | 2 625 | 2 305 | 2 377 |

| 2005  | 2006  | 2010  | 2015  | 2020  | 2022  | - | - | - |
| ----- | ----- | ----- | ----- | ----- | ----- | - | - | - |
| 2 477 | 2 481 | 2 450 | 2 494 | 2 367 | 2 373 | - | - | - |

### Manifestations culturelles et festivités
- La ville de Longlaville a accueilli en 2004, la 1re édition du festival EURO B.D. ou Festival de bande dessinée de Lexy. L'invité d'honneur était François Walthéry[réf. nécessaire]

### Sports et loisirs
- Depuis 2008 a lieu en janvier, le Challenge international de football en salle Grégory-Lemarchal. L'ensemble des bénéfices de cette journée (entrée payante) est reversé à l'association Grégory Lemarchal, présente pour informer sur la mucoviscidose[30].

## Économie

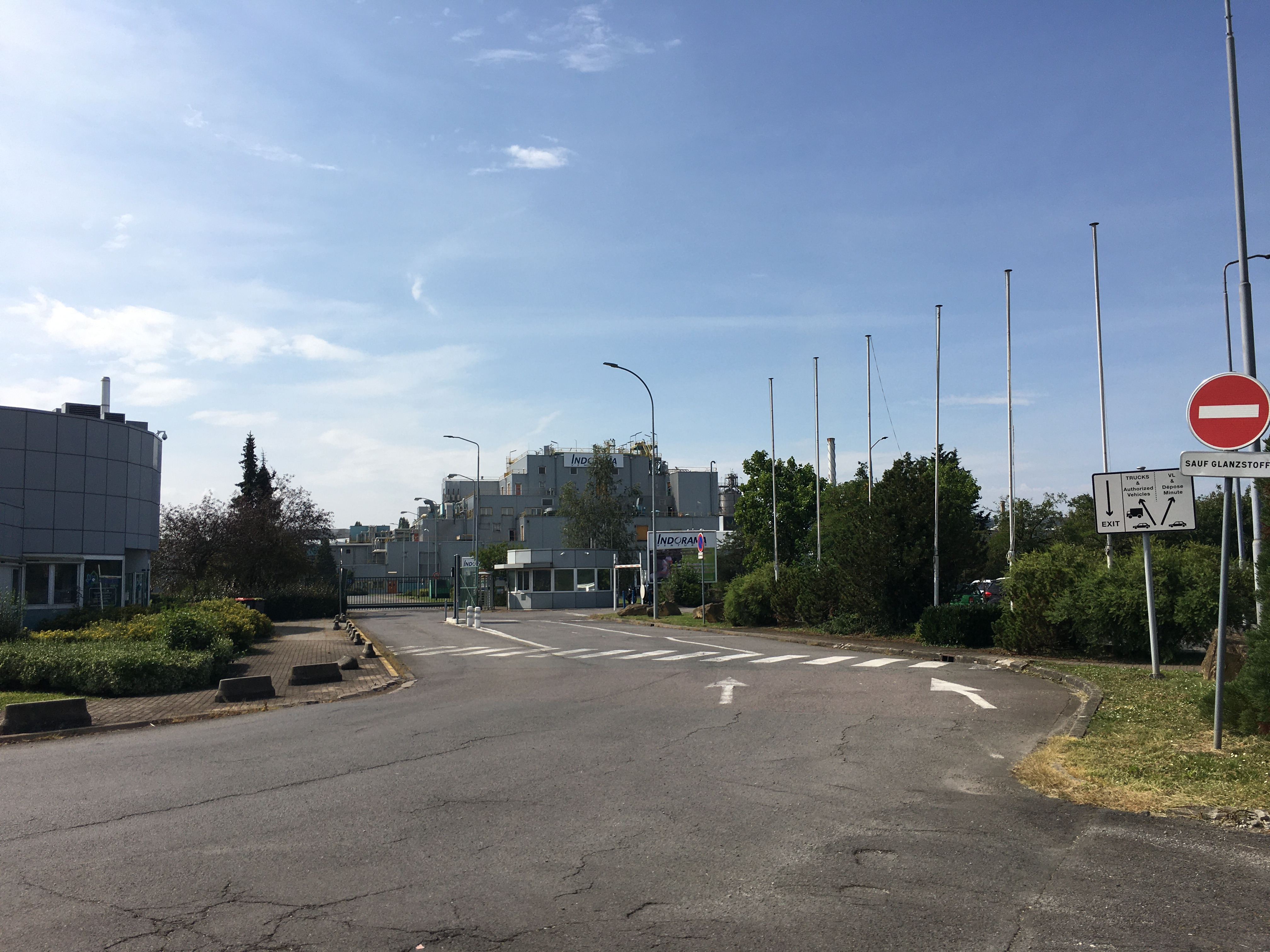
Entrée de l'usine Glanzstoff en 2023.

## Culture locale et patrimoine

### Lieux et monuments
- Le château du XVIIIe siècle, détruit vers 1975, demeure de la famille de Wendel.
- L'hôtel de ville : tapisserie de Jean Lurçat, époque moderne.
- L'église paroissiale Saint-Laurent, construite en 1897 et 1898, (date gravée sur le clocher), en remplacement d'une chapelle modeste et étroite, devenue trop petite. Les vitraux sont du peintre et musicien Roger Lersy.

### Personnalités liées à la commune
- Jean-Martin Wendel (1665-1737), seigneur d'Hayange, né et mort à Longlaville, premier maître de forges et fondateur de la célèbre dynastie d'industriels Wendel.
- L'artiste Fernando Gualtieri (it) Fernando Gualtieri est né à Longlaville le 1er décembre 1919.
- Janine Le Fauconnier (1921-2008), écrivaine française et auteure de roman policier, née à Longlaville.

### Héraldique
| Blason de Longlaville | Blason  | Parti : au premier mi-parti d'azur semé de croisettes recroisetées au pied fiché d'or aux deux bars adossés du même brochant sur le tout, au second d'or au haut-fourneau de sable, maçonné d'argent, flamboyant de gueules, posé sur une terrasse aussi de sable avec une coulée aussi de gueules. |
| Blason de Longlaville | Détails | Le blason de la commune fait à la fois référence à l'appartenance à l'ancienne province du Barrois et à l'ancienne activité sidérurgique de la région. Adopté le 24 octobre 1967. |

## Pour approfondir